# Samenstelling Belgische Senaat 1888-1892
De lijst van leden van de Belgische Senaat van 1888 tot 1892. De Senaat telde toen 69 zetels. Het nationale kiesstelsel was in die periode gebaseerd op cijnskiesrecht, volgens een systeem van een meerderheidsstelsel, gecombineerd met een districtenstelsel. Iedere Belg die ouder dan 25 jaar was en een bepaalde hoeveelheid cijns betaalde, kreeg stemrecht. Hierdoor was er een beperkt kiezerskorps. 
De legislatuur liep van 13 november 1888 tot 20 mei 1882 en volgde uit de verkiezingen van 12 juni 1888. Hierbij werden 35 van de 69 senatoren verkozen, meer bepaald in de kieskringen Antwerpen, Mechelen, Turnhout, Brussel, Leuven, Nijvel, Kortrijk, Brugge, Tielt, Roeselare, Ieper, Veurne-Oostende, Diksmuide, Namen, Dinant, Philippeville, Aarlen-Virton, Bastenaken-Marche en Neufchâteau.
Tijdens deze legislatuur was de regering-Beernaert (oktober 1884 - maart 1894) in functie. Dit was een katholieke meerderheid.

## Samenstelling
| Begin legislatuur (1888) | Begin legislatuur (1888) | Begin legislatuur (1888) | Einde legislatuur (1892) | Einde legislatuur (1892) | Einde legislatuur (1892) |
| Fractie                  | Fractie                  | Zetels                   | Fractie                  | Fractie                  | Zetels                   |
| ------------------------ | ------------------------ | ------------------------ | ------------------------ | ------------------------ | ------------------------ |
|                          | Katholieken              | 51                       |                          | Katholieken              | 48                       |
|                          | Liberalen                | 18                       |                          | Liberalen                | 20                       |

Wijzigingen in fractiesamenstelling:
- In 1889 overlijdt de katholiek Henri Dumon. Zijn opvolger wordt de liberaal Edmond Vanlerberghe.
- In 1892 overlijdt de katholiek Jean Casier. Zijn opvolger wordt de liberaal Prosper Vanden Kerchove.
- In 1892 overlijdt de katholiek Charles de Merode-Westerloo. Hij wordt niet meer vervangen.

## Lijst van de senatoren
| Senator                                 | Partij    | Aanduiding                   | Kieskring         | Opmerkingen |
| --------------------------------------- | --------- | ---------------------------- | ----------------- | --- |
| Jean Van Put                            | Katholiek | Rechtstreeks gekozen senator | Antwerpen         | |
| Gaston de Pret Roose de Calesberg       | Katholiek | Rechtstreeks gekozen senator | Antwerpen         | |
| Ferdinand Le Grelle                     | Katholiek | Rechtstreeks gekozen senator | Antwerpen         | |
| Charles della Faille de Leverghem       | Katholiek | Rechtstreeks gekozen senator | Antwerpen         | Vervangt vanaf 25 maart 1889 Jacques Van den Bemden, die lid wordt van de Kamer van volksvertegenwoordigers.                                                                                        |
| Joseph d'Ursel                          | Katholiek | Rechtstreeks gekozen senator | Mechelen          | Vervangt vanaf 20 mei 1889 de overleden Arthur de Beughem de Houtem. |
| Raymond de Meester de Betzenbroeck      | Katholiek | Rechtstreeks gekozen senator | Mechelen          | Vervangt vanaf 12 februari 1889 de overleden Gaston de Buisseret. |
| Charles de Merode-Westerloo             | Katholiek | Rechtstreeks gekozen senator | Turnhout          | De Merode-Westerloo overlijdt op 6 april 1892, maar wordt niet meer vervangen. Hij was tot op dezelfde datum Senaatsvoorzitter en voorzitter van de commissie Spoorwegen, Posterijen en Telegrafie. |
| Alfred de Brouckère                     | Liberaal  | Rechtstreeks gekozen senator | Brussel           | |
| Victor Allard                           | Katholiek | Rechtstreeks gekozen senator | Brussel           | |
| Charles Vander Burch                    | Katholiek | Rechtstreeks gekozen senator | Brussel           | Secretaris vanaf 26 april 1892. |
| Corneille Heremans                      | Katholiek | Rechtstreeks gekozen senator | Brussel           | |
| Eugène Van Overloop                     | Katholiek | Rechtstreeks gekozen senator | Brussel           | |
| Jules Terlinden                         | Katholiek | Rechtstreeks gekozen senator | Brussel           | |
| Ferdinand de Marnix de Sainte-Aldegonde | Katholiek | Rechtstreeks gekozen senator | Brussel           | |
| Félix Tiberghien                        | Katholiek | Rechtstreeks gekozen senator | Brussel           | |
| Edmond Willems                          | Katholiek | Rechtstreeks gekozen senator | Leuven            | Quaestor. |
| Jules Roberti                           | Katholiek | Rechtstreeks gekozen senator | Leuven            | |
| Léon de Robiano                         | Katholiek | Rechtstreeks gekozen senator | Nijvel            | |
| Alexandre de Vrints Treuenfeld          | Liberaal  | Rechtstreeks gekozen senator | Nijvel            | |
| Léon van Ockerhout                      | Katholiek | Rechtstreeks gekozen senator | Brugge            | |
| Georges de Crombrugghe de Looringhe     | Katholiek | Rechtstreeks gekozen senator | Brugge            | |
| Charles de Coninck de Merckem           | Katholiek | Rechtstreeks gekozen senator | Veurne-Diksmuide  | Voorzitter van de commissie Oorlog. |
| Thierry de Limburg Stirum               | Katholiek | Rechtstreeks gekozen senator | Oostende          | |
| Adile Eugène Mulle de ter Schueren      | Katholiek | Rechtstreeks gekozen senator | Tielt             | |
| Eugène-Edouard van Outryve d'Ydewalle   | Katholiek | Rechtstreeks gekozen senator | Roeselare         | |
| Paul de Bethune                         | Katholiek | Rechtstreeks gekozen senator | Kortrijk          | Secretaris tot 26 april 1892, ondervoorzitter vanaf 26 april 1892 en vanaf 30 januari 1892 voorzitter van de commissie Financiën.                                                                   |
| Jules Lammens                           | Katholiek | Rechtstreeks gekozen senator | Kortrijk          | |
| Arthur Surmont de Volsberghe            | Katholiek | Rechtstreeks gekozen senator | Ieper             | Voorzitter van de commissie Binnenlandse Zaken en Openbaar Onderwijs. |
| Henri t'Kint de Roodenbeke              | Katholiek | Rechtstreeks gekozen senator | Eeklo             | Ondervoorzitter tot 26 april 1892, Senaatsvoorzitter vanaf 26 april 1892 en voorzitter van de commissie Buitenlandse Zaken.                                                                         |
| Prosper Vanden Kerchove                 | Liberaal  | Rechtstreeks gekozen senator | Gent              | Vervangt vanaf 26 april 1892 de overleden Jean Casier (Katholiek). |
| Amédée Pycke de Peteghem                | Katholiek | Rechtstreeks gekozen senator | Gent              | |
| Edmond Bracq                            | Katholiek | Rechtstreeks gekozen senator | Gent              | |
| Floribert Soupart                       | Katholiek | Rechtstreeks gekozen senator | Gent              | |
| Florimond de Brouchoven de Bergeyck     | Katholiek | Rechtstreeks gekozen senator | Sint-Niklaas      | |
| Stanislas Vilain XIIII                  | Katholiek | Rechtstreeks gekozen senator | Sint-Niklaas      | |
| Adolphe Christyn de Ribaucourt          | Katholiek | Rechtstreeks gekozen senator | Dendermonde       | Secretaris. |
| Oscar Pycke de Peteghem                 | Katholiek | Rechtstreeks gekozen senator | Oudenaarde        | Quaestor. |
| Charles Van Vreckem                     | Katholiek | Rechtstreeks gekozen senator | Aalst             | |
| Charles Liénart                         | Katholiek | Rechtstreeks gekozen senator | Aalst             | |
| Louis Hardenpont                        | Liberaal  | Rechtstreeks gekozen senator | Bergen            | Secretaris vanaf 30 januari 1892. |
| Achille Legrand                         | Liberaal  | Rechtstreeks gekozen senator | Bergen            | Vervangt vanaf 28 januari 1892 de overleden Victor Tercelin. Tercelin was tot aan zijn dood op 22 december 1891 secretaris en voorzitter van de commissie Financiën.                                |
| Alfred Dethuin                          | Liberaal  | Rechtstreeks gekozen senator | Bergen            | |
| Edmond Caulier                          | Katholiek | Rechtstreeks gekozen senator | Zinnik            | |
| Jean-Baptiste Cornet                    | Katholiek | Rechtstreeks gekozen senator | Zinnik            | |
| Louis Bonnet                            | Liberaal  | Rechtstreeks gekozen senator | Doornik           | |
| Edmond Macau                            | Liberaal  | Rechtstreeks gekozen senator | Doornik           | Vervangt vanaf 12 november 1889 de overleden Edmond Vanlerberghe (Liberaal). Vanlerberghe zelf verving vanaf 20 mei 1889 de overleden Henri Dumon (Katholiek).                                      |
| Emile Henri d'Oultremont                | Katholiek | Rechtstreeks gekozen senator | Aat               | |
| Joseph Paris                            | Liberaal  | Rechtstreeks gekozen senator | Thuin             | Vervangt vanaf 18 juli 1890 Edouard de Haussy, die om gezondheidsredenen ontslag neemt. |
| Jules Audent                            | Liberaal  | Rechtstreeks gekozen senator | Charleroi         | Vervangt vanaf 30 december 1891 de overleden Charles Emile Balisaux. |
| Edmond Piret-Goblet                     | Liberaal  | Rechtstreeks gekozen senator | Charleroi         | |
| Barthel Dewandre                        | Liberaal  | Rechtstreeks gekozen senator | Charleroi         | Voorzitter van de commissie Justitie. |
| Alban Poulet                            | Liberaal  | Rechtstreeks gekozen senator | Luik              | Vervangt vanaf 10 november 1891 de overleden Julien d'Andrimont. |
| Georges Montefiore-Levi                 | Liberaal  | Rechtstreeks gekozen senator | Luik              | |
| Emile Dupont                            | Liberaal  | Rechtstreeks gekozen senator | Luik              | Vervangt vanaf 16 december 1890 de overleden Hippolyte de Looz-Corswarem. |
| Frédéric Braconier                      | Liberaal  | Rechtstreeks gekozen senator | Luik              | Vanaf 28 april 1892 voorzitter van de commissie Spoorwegen, Posterijen en Telegrafie. |
| Gustave de Lhoneux                      | Liberaal  | Rechtstreeks gekozen senator | Hoei              | |
| Edmond de Selys Longchamps              | Liberaal  | Rechtstreeks gekozen senator | Borgworm          | Voorzitter van de commissie Landbouw, Nijverheid en Openbare Werken. |
| Alfred Simonis                          | Katholiek | Rechtstreeks gekozen senator | Verviers          | Ondervoorzitter vanaf 8 juli 1890. |
| Emmanuel de Biolley                     | Katholiek | Rechtstreeks gekozen senator | Verviers          | |
| Edmond Whettnall                        | Katholiek | Rechtstreeks gekozen senator | Hasselt           | |
| François de Borchgrave d'Altena         | Katholiek | Rechtstreeks gekozen senator | Tongeren          | |
| Charles Arthur de Hemricourt de Grunne  | Katholiek | Rechtstreeks gekozen senator | Maaseik           | |
| Philippe de Limburg Stirum              | Katholiek | Rechtstreeks gekozen senator | Neufchâteau       | |
| Grégoire Orban de Xivry                 | Katholiek | Rechtstreeks gekozen senator | Bastenaken-Marche | |
| Théophile Finet                         | Liberaal  | Rechtstreeks gekozen senator | Aarlen-Virton     | Vervangt vanaf 12 november 1889 de overleden Prosper Crabbe. |
| Justin-Charles de Labeville             | Liberaal  | Rechtstreeks gekozen senator | Philippeville     | |
| Alfred d'Huart                          | Katholiek | Rechtstreeks gekozen senator | Dinant            | Secretaris. |
| Camille Moncheur                        | Katholiek | Rechtstreeks gekozen senator | Namen             | Vervangt vanaf 24 februari 1890 de overleden Paul de Bruges de Gerpinnes. |
| Léon de Pitteurs de Budingen            | Katholiek | Rechtstreeks gekozen senator | Namen             | Vervangt vanaf 24 februari 1890 Florimond de Namur d'Elzée, die om gezondheidsredenen ontslag neemt. De Namur d'Elzée was ondervoorzitter tot 24 februari 1890.                                     |